# Johann Gottfried Auerbach
Johann Gottfried Auerbach (Mühlhausen/Thüringen, 28 ottobre 1697 – Vienna, 5 agosto 1753) è stato un pittore e incisore austriaco.

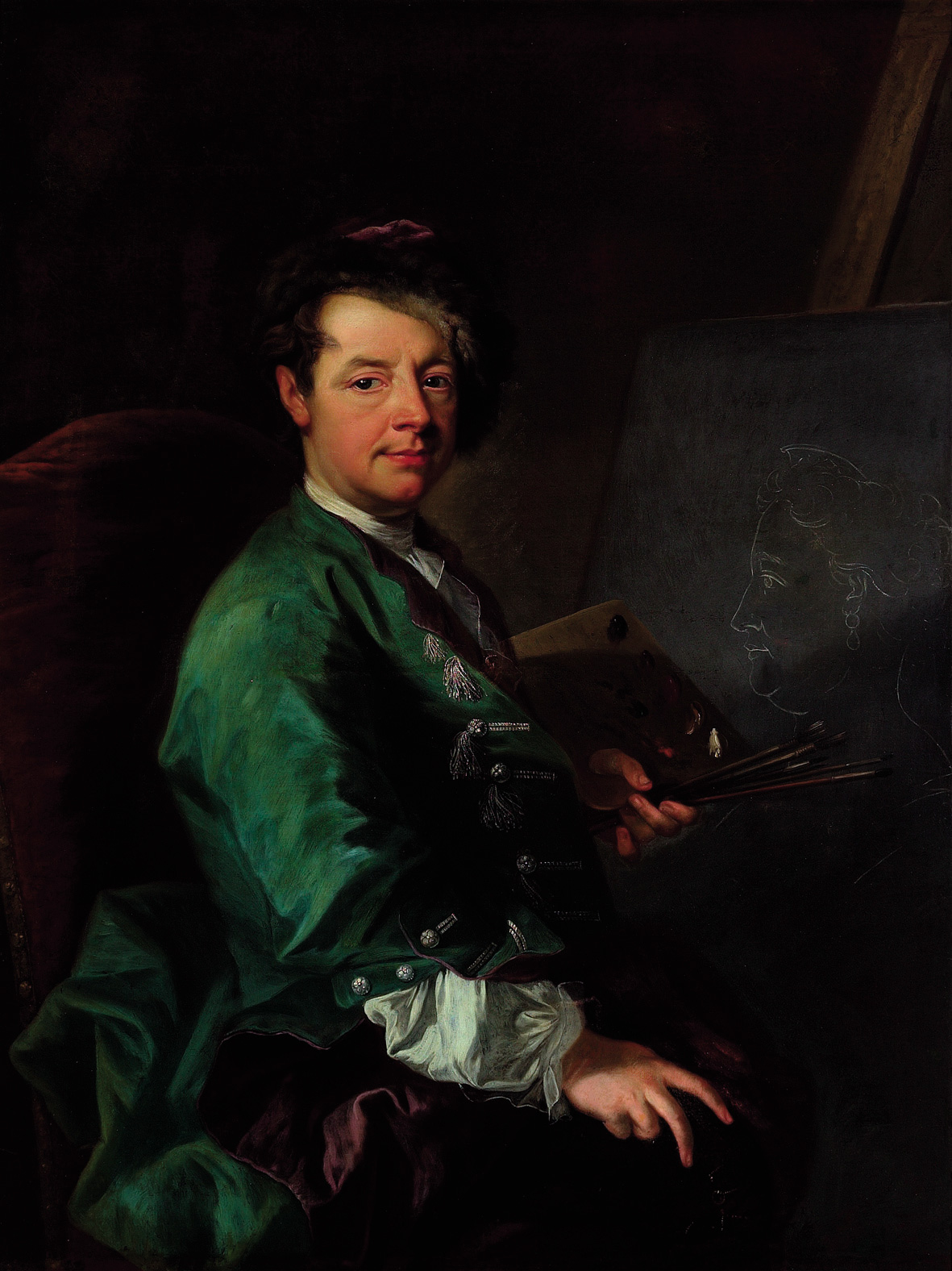
Johann Gottfried Auerbach
Autoritratto

Fu un artista austriaco la cui produzione è costituita in prevalenza da ritratti di importanti personaggi della corte Viennese. Suo il grande ritratto di Carlo VI d'Austria. Dipinse anche scene di guerra e battaglie e fu un pregevole autore di acqueforti.
Molte sue opere si trovano al Kunsthistorisches Museum di Vienna.

## Galleria d'immagini

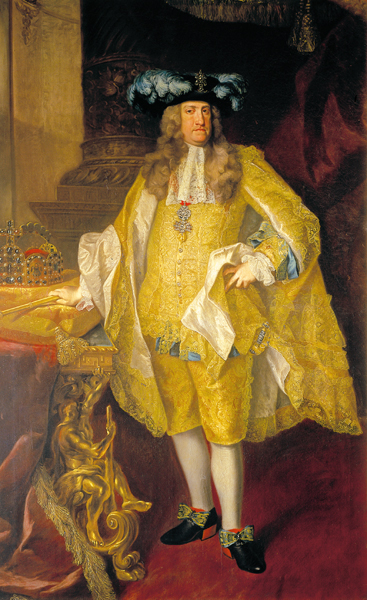
Carlo VI d'Austria
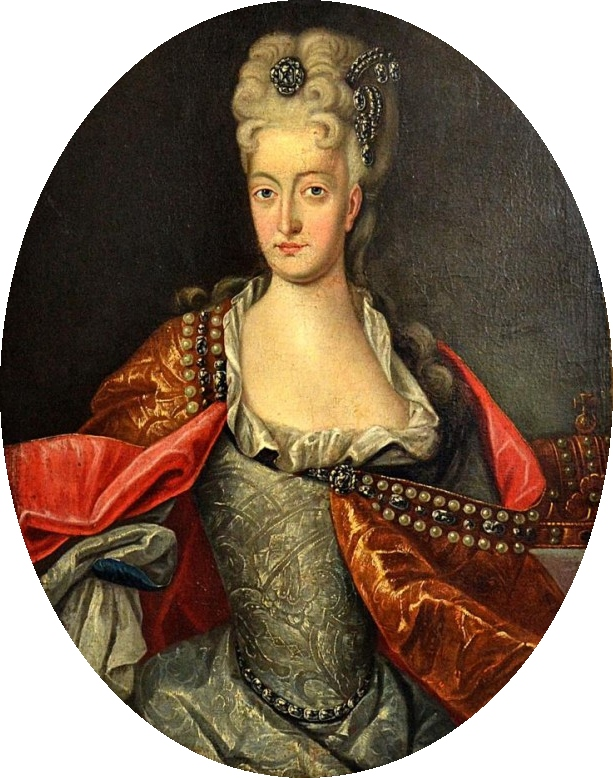
Elisabetta di Brunswich
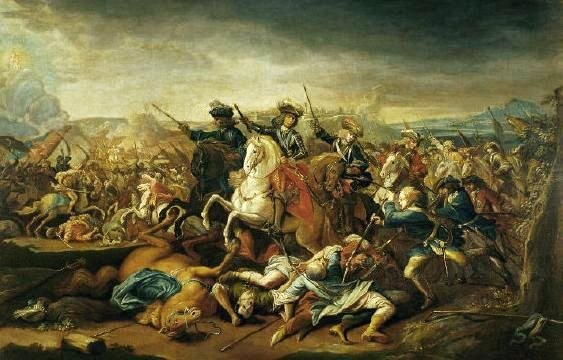
Eugenio di Savoia alla battaglia di Belgrado
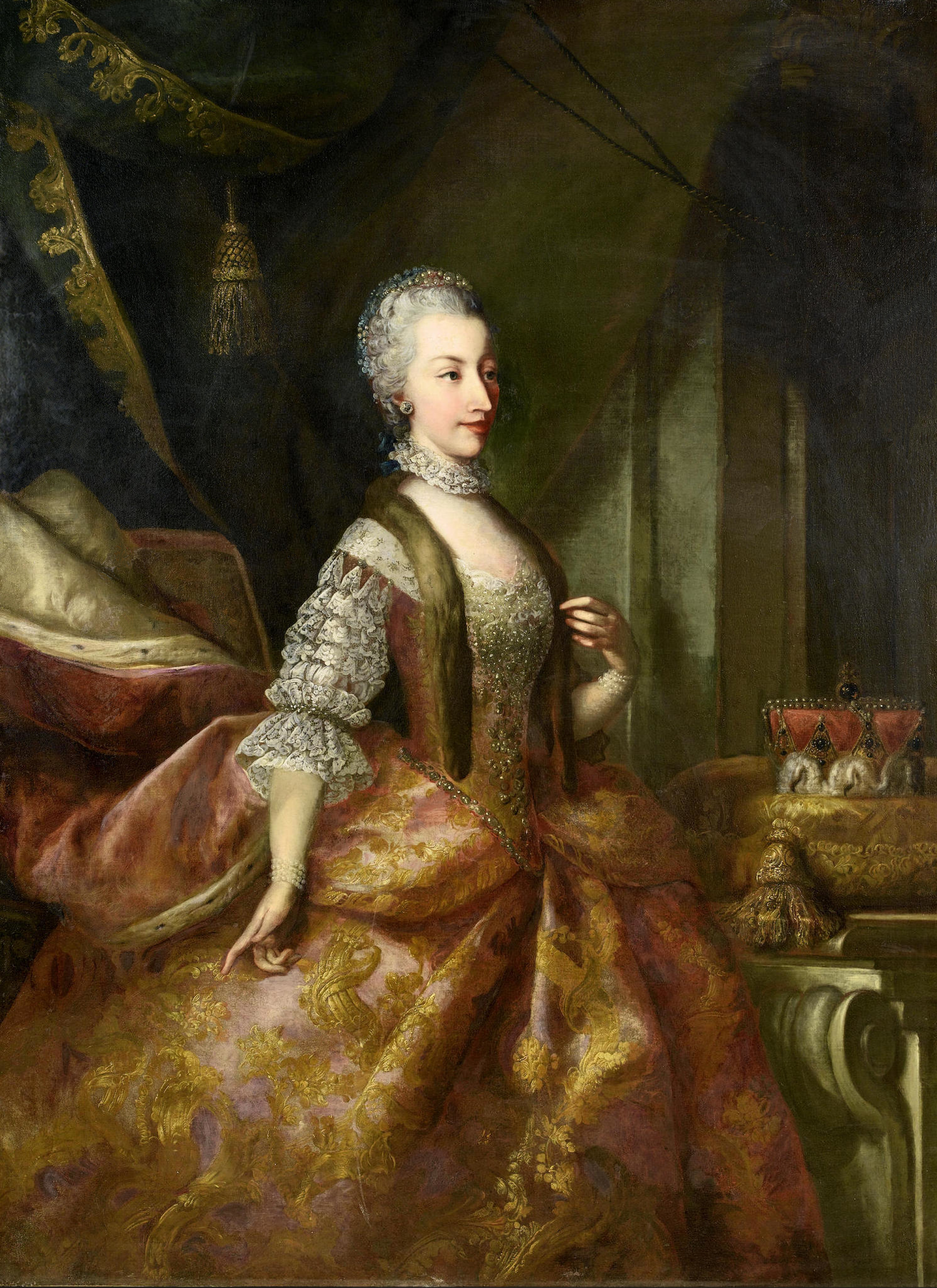
Maria Amalia d'Asburgo-Lorena